# Эпштейн, Соломон Борисович
Соломон Борисович Эпштейн (15 марта 1925, Витебск — 17 апреля 2021, Санкт-Петербург) — советский российский живописец, член Санкт-Петербургского Союза художников (до 1992 года — Ленинградской организации Союза художников РСФСР).

## Биография
Родился 15 марта 1925 года в Витебске.
В 1926 году с родителями переехал в Ленинград. Увлечение рисованием привело его в изостудию Ленинградского Дворца пионеров. Первыми учителями рисования Эпштейна были Соломон Давыдович Левин и Константин Александрович Кордобовский, оставившие теплоту и бесконечную благодарность в душе художника.
После начала Великой Отечественной войны оставался в осаждённом Ленинграде. Был призван в армию, участвовал в боях, был пулемётчиком, имеет ранения и боевые награды.
После демобилизации в 1947 году поступил на живописный факультет Ленинградского института живописи, скульптуры и архитектуры имени И. Е. Репина, который окончил в 1953 году по мастерской Виктора Орешникова. Дипломная работа — портреты художников Г. С. Верейского, М. Г. Платунова, пианиста В. Васильева.
В 1953 году был принят в Ленинградский Союз художников. С этого же года постоянно участвовал в выставках. Работал преимущественно в жанре портрета.
Произведения находятся в музеях и частных собраниях в России, Великобритании, Франции, США и других странах.
В марте 2020 года к его 95-летию в Санкт-Петербурге, в Союзе художников была открыта его персональная выставка, которую юбиляр лично посетил.

## Выставки
- 1956 год (Ленинград): Осенняя выставка произведений ленинградских художников.
- 1957 год (Ленинград): 1917 — 1957. Выставка произведений ленинградских художников.
- 1960 год (Ленинград): Выставка произведений ленинградских художников.
- 1961 (Ленинград): Выставка произведений ленинградских художников 1961 года.
- 1964 (Ленинград): Ленинград. Зональная выставка.
- 1971 (Ленинград): Осенняя выставка произведений ленинградских художников 1971 года.
- 1972 год (Ленинград): По Родной стране. Выставка произведений ленинградских художников.
- 1976 год (Москва): Изобразительное искусство Ленинграда.
- 1980 (Ленинград): Зональная выставка произведений ленинградских художников.
- 1981 (Ленинград): Выставка произведений художников — ветеранов Великой Отечественной войны и других ленинградских живописцев.
- 1987 (Ленинград): Выставка произведений художников — ветеранов Великой Отечественной войны.
- 1997 (Санкт-Петербург): Связь времён. 1932—1997. Художники — члены Санкт — Петербургского Союза художников России .